# Polyachyrus sphaerocephalus
Polyachyrus sphaerocephalus là một loài thực vật có hoa trong họ Cúc. Loài này được D.Don miêu tả khoa học đầu tiên năm 1830.